# Wadesboro (Karolina Północna)
Wadesboro – miasto w Stanach Zjednoczonych, w stanie Karolina Północna, siedziba administracyjna hrabstwa Anson.